# 顾客流失率
顾客流失率，又称客户流失率（Customer Churn Rate）是顾客流失的定量表述，用来衡量在一个特定时间段里流失的顾客数目和总共顾客数目的比例。对于一个基于订阅式的服务模型的企业（例如电话、有线电视、网络等行业），顾客流失率是判断顾客流失的主要指标，非常直观的体现了在每个时间段内，企业经营的情况。例如，一个企业总共的客户开始有1000个，后来减少成800个，则流失了200个客户，顾客流失率为200/1000 = 20%。
顾客流失率还有绝对顾客流失率和相对顾客流失率之分。

## 扩展阅读
- Berry and Linoff, Michael J.A. and Gordon S. . John Wiley & Sons. 2000. ISBN 0-471-33123-6.